# 16 جمادى الأولى
- السبت
- الأحد
- الاثنين
- الثلاثاء
- الأربعاء
- الخميس
- الجمعة

- 302 نوفمبر 2024
- 13 نوفمبر 2024
- 24 نوفمبر 2024
- 35 نوفمبر 2024
- 46 نوفمبر 2024
- 57 نوفمبر 2024
- 68 نوفمبر 2024
- 79 نوفمبر 2024
- 810 نوفمبر 2024
- 911 نوفمبر 2024
- 1012 نوفمبر 2024
- 1113 نوفمبر 2024
- 1214 نوفمبر 2024
- 1315 نوفمبر 2024
- 1416 نوفمبر 2024
- 1517 نوفمبر 2024
- 1618 نوفمبر 2024
- 1719 نوفمبر 2024
- 1820 نوفمبر 2024
- 1921 نوفمبر 2024
- 2022 نوفمبر 2024
- 2123 نوفمبر 2024
- 2224 نوفمبر 2024
- 2325 نوفمبر 2024
- 2426 نوفمبر 2024
- 2527 نوفمبر 2024
- 2628 نوفمبر 2024
- 2729 نوفمبر 2024
- 2830 نوفمبر 2024
- 291 ديسمبر 2024
- 12 ديسمبر 2024
- 23 ديسمبر 2024
- 34 ديسمبر 2024
- 45 ديسمبر 2024
- 56 ديسمبر 2024

16 جُمادى الأولى أو 16 جُمادی‌ الاَوَّل أو يوم 16 \ 5 (اليوم السادس عشر من الشهر الخامس) هو اليوم الرابع والثلاثون بعد المائة (134) من أيَّام السنة (أو الخامس والثلاثون بعد المائة لو كان شهر ربيع الآخر مُتممًا لليوم الثلاثين أو السادس والثلاثون بعد المائة لو أتم كلًا من صفر وربيع الآخر ثلاثين يومًا) وفق التقويم الهجري القمري (العربي). يبقى بعده 220 أو 221 يومًا لانتهاء السنة.

## أحداث
- 931 هـ - الإمبراطور شارلكان يصدر أمرًا بتنصير الموريسكيين (المسلمين الإسبان) وعهد لمحاكم التفتيش بتنفيذ ذلك الأمر.
- 1227 هـ - الإمبراطورية الروسية توقع مع الدولة العثمانية معاهدة بوخارست التي كان من أهم شروطها بقاء ولايتي الأفلاق والبغدان للدولة العثمانية.
- 1256 هـ - توقيع «معاهدة لندن» بين بريطانيا والإمبراطورية النمساوية وبروسيا والإمبراطورية الروسية من جانب والدولة العثمانية من جانب آخر وذلك بعد خسارة العثمانيين والجيش المصري بعهد محمد علي باشا أمام القوى الأوروبية في معركة نافارين البحرية.
- 1298 هـ - الباي محمد الصادق في تونس يوجه الدعوة إلى القبائل في وسط وجنوب البلاد للتعبئة العامة ضد الفرنسيين.
- 1343 هـ - ملك العراق فيصل الأول يصادق على المعاهدة العراقية البريطانية التي وقعت سنة 1341 هـ ولاقت معارضة شديدة من العراقيين.
- 1356 هـ - العراق وإيران يوقعان معاهدة لحل الخلافات بينهما بالطرق السلمية، وتبقى هذه المعاهدة نافذة المفعول لمدة خمس سنوات.
- 1364 هـ - بدأ جلسة الجمعية العامة للأمم المتحدة بخصوص قضية فلسطين.
- 1365 هـ - جلاء الفرنسيين عن سوريا وإنهاء الانتداب الفرنسي عليها.
- 1366 هـ - منظمة «إسكرا» الشيوعية في مصر، تصدر جريدة باسم «الجماهير»، رأس تحريرها المحامي الشيوعي «محمود النبوي»، وشارك فيها عدد من الشيوعيين المصريين مثل «شهدي عطية» و«أنور عبد الملك» و«محمد سيد أحمد».
- 1372 هـ - السلطات الفرنسية تعتقل الحبيب بورقيبة.
- 1373 هـ - القبائل المغربية في منطقة الريف تعقد مؤتمرا حاشدا تعلن فيه استنكارها لاعتقال ونفي السلطان محمد الخامس.
- 1391 هـ - الملك الحسن الثاني ملك المغرب يتعرض لمحاولة اغتيال فاشلة قام بها بعض العسكريين عرفت بحادثة الصخيرات.
- 1411 هـ - العاصمة الصومالية مقديشو تسقط في يد المتمردين ضد حكم الرئيس محمد سياد بري.
- 1429 هـ - الأفرقاء اللبنانيون يوقعون في العاصمة القطرية الدوحة على «اتفاق الدوحة» والذي نص على انتخاب قائد الجيش العماد ميشال سليمان رئيسًا للجمهورية وتشكيل حكومة وحده وطنية بها 11 وزير لصالح المعارضة و16 وزيرًا للموالاة و3 وزراء يختارهم الرئيس المنتخب ووضع قانون انتخابي جديد والتعهد بعدم العودة للسلاح بالداخل، ورئيس مجلس النواب اللبناني نبيه بري يعلن باسم المعارضة بعد التوقيع على الاتفاق عن فك اعتصام المعارضة في «ساحة رياض الصلح» ببيروت والمستمر منذ نحو سنتين فورًا.
- 1431 هـ - البرلمان البلجيكي يصوت على نص يحظر ارتداء النقاب في الأماكن العامة في بلجيكا ومن ضمنها الشوارع.
- 1435 هـ - بعد تمرير لاستفتاء الانفصال، جمهورية القرم تعلن استقلالها عن أوكرانيا وتبدأ عملية الانضمام إلى الاتحاد الروسي.
- 1442 هـ - مقتل أكثر من 25 وإصابة أكثر من 100 فرد إثر وقوع تفجيرات بمطار عدن، تزامنًا مع وصول وزراء الحكومة اليمنية الجديدة للمطار.

## مواليد
- 1053 هـ - أحمد الثاني، السلطان العثماني الثالث والعشرين.
- 1328 هـ - عبد الخالق الطريس، من الحركة الوطنية في المغرب.
- 1346 هـ - صباح، مغنية وممثلة لبنانية.
- 1359 هـ - فاروق فلوكس، ممثل مصري.
- 1365 هـ - بشار الاسد، رئيس سوريا.
- 1371 هـ - عمر فتحي، مغني وممثل مصري.

## وفيات
- 1408 هـ - زينات علوي، راقصة شرقية وممثلة مصرية.
- 1423 هـ - عبد الرحمن بدوي، فيلسوف مصري.
- 1429 هـ - عبد الودود شلبي، مفكر وعالم دين مصري.
- 1431 هـ -
  - هاشم علم الدين، سياسي لبناني.
  - كمال الحلو، ممثل لبناني.

## وصلات خارجية
- موقع قصة الإسلام: حدث في شهر جُمادى الأولى.